# Přímořská jaderná elektrárna
Přímořská jaderná elektrárna (rusky Приморская АЭС, ПАЭС) je plánovaná jaderná elektrárna v Přímořském kraji v Rusku, poblíž města Arseňjev. Elektrárna má sloužit k zásobování elektrickou energií plánovanou hliníkárnu Rusal a je zařazena do federnálního programu pro jadernou energii od roku 2010. Plán postavit zde jadernou elektrárnu existuje již od 80. let. Plánování výstavby bylo však v roce 2012 pozastaveno.

## Historie a technické informace

### Počátky
Již koncem 80. let 20. století existovaly plány na umístění prvních pobřežních jaderných elektráren na východě Ruska. V důsledku toho byla v roce 1988 poprvé oznámena vyhlídka na výstavbu jaderné elektrárny v Přímořském kraji. V roce 1992 byla jaderná elektrárna zařazena do programu výstavby po roce 2010 s perspektivou výstavby dvou pokročilých bloků VVER-640. Kromě této lokality bylo zvažováno i umístění v Chabarovském kraji - Jaderná elektrárna Dálný východ, (Дальний Восток). Konfigurace elektráren byla stejná, a proto byly plánovány současně. Jako referenční elektrárna však byla použita jaderná elektrárna na Dálném východě. Problémem se však ukázalo vyhodnocení vhodné lokality, která měla být cenově dostupná a zároveň vhodná pro výstavbu jaderného zařízení. Zatímco pro jadernou elektrárnu Dálný východ byl areál na řece Amguň k dispozici již od roku 1989, hodnocení Přímořské jaderné elektrárny se ukázalo být složitější.

### Po rozpadu SSSR
V roce 1995 byly z federálního státního rozpočtu poskytnuty finanční prostředky na studie proveditelnosti pro obě elektrárny. V roce 1998 se však okolnosti změnily, takže studie pro jadernou elektrárnu Dálný východ byla ukončena a pokračovala pouze studie pro Přímořskou jadernou elektrárnu. Samotná studie však byla úspěšná, protože se podařilo najít vhodné místo pro jadernou elektrárnu poblíž města Arseňjev. Aby bylo možné projekt realizovat, byly učiněny pokusy přilákat soukromé společnosti. K dílu se však projevil i regionální odpor, který byl z velké části černobylský syndrom vyplývající z havárie reaktoru v Černobylu v roce 1986. Jaderná elektrárna nikdy nebyla zamýšlena jako primární řešení energetických problémů regionu, ale pouze jako dlouhodobý doplněk energetického mixu.
O získávání energie z elektrárny o výkonu 1300 MW měly zájem kromě Ruska také Čína a Jižní Korea. Výsledkem bylo plánování nového 1800 km dlouhého vedení vysokého napětí 500 kV do severočínského města Šen-jang, které pokračuje přes Severní Koreu do jihokorejského hlavního města Soulu. Náklady na vybudování vedení se odhadovaly na zhruba 1,5 miliardy dolarů, přičemž na nákladech se chtěly podílet i Čína a Jižní Korea, nikoli však Severní Korea. Se založením nového stavebního programu Ministerstvem pro atomovou energii Ruské federace v roce 2001 byla Přímořská jaderná elektrárna od té doby plánována místo s dvěma bloky rovnou se čtyřmi bloky VVER-640. Také byl projekt přesunut na období 2010-2020. Minatom však neměl pro závod žádné větší priority a proto bylo plánování zpomaleno.

### Zastavení projektu
Dne 22. února 2008 byla přislíbena výstavba dvoublokové elektrárny s reaktory VBER-300 o výkonu 300 MW, každý s uvedením do provozu v letech 2016 až 2020 pro Přímořskou jadernou elektrárnu. Obdobně byla v roce 2007 vedena jednání s výrobcem hliníku Rusal o vybudování čtyřblokové elektrárně o celkovém výkonu 4000 MW v rámci výstavby nové hliníkárny v regionu. Více než třetina energie pro hliníkárnu měla být odebírána z jaderné elektrárny. V rámci toho byly plány v roce 2009 upraveny a bylo rozhodnuto postavit dva VVER-1200/501. Arseňjev je stále preferováným místem pro elektrárnu. Plánování zařízení bylo však v roce 2012 pozastaveno.

### Nový projekt
V srpnu 2024 vláda Ruska oznámila, že v rámci nového programu výstavby jaderných elektráren budou v letech 2039 a 2041 zprovozněny dva bloky VVER-S-600 v Přímořské jaderné elektrárně. Tímto projekt po dlouhých letech opět ožil.

## Informace o reaktorech
| Reaktor     | Typ reaktoru | Výkon | Výkon  | Zahájení výstavby | Připojení k síti | Uvedení do provozu | Uzavření |
| Reaktor     | Typ reaktoru | Čistý | Hrubý  | Zahájení výstavby | Připojení k síti | Uvedení do provozu | Uzavření |
| ----------- | ------------ | ----- | ------ | ----------------- | ---------------- | ------------------ | -------- |
| Přímořská-1 | VVER-S-600   |       | 600 MW |                   | 2039             |                    |          |
| Přímořská-2 | VVER-S-600   |       | 600 MW |                   | 2042             |                    |          |